# The Better Life
Albums de 3 Doors Down
Away from the Sun
(2002)
The Better Life est le premier album studio du groupe de rock américain 3 Doors Down. L'album est sorti le 8 février 2000. Charts : N°7 aux États-Unis (6 x platine). 
Les singles extraits de l'album furent :
- Kryptonite N°3 aux États-Unis. Le single Kryptonite fut N°1 de l'an 2000 chez les Alternative et les Mainstream radios américaines. Ce titre date en fait de 1997.
- Loser N°51 aux États-Unis
- Be Like That N°25 aux États-Unis

## Liste des titres
| No  | Titre          | Durée |
| --- | -------------- | ----- |
| 1.  | Kryptonite     |       |
| 2.  | Loser          |       |
| 3.  | Duck and Run   |       |
| 4.  | Not Enough     |       |
| 5.  | Be Like That   |       |
| 6.  | Life of My Own |       |
| 7.  | Better Life    |       |
| 8.  | Down Poison    |       |
| 9.  | By My Side     |       |
| 10. | Smack          |       |
| 11. | So I Need You  |       |